# Świecie (gemeente)
De gemeente Świecie is een stad- en landgemeente in het Poolse woiwodschap Koejavië-Pommeren, in powiat Świecki.
De zetel van de gemeente is in Świecie.
Op 2006 telde de gemeente 33269 inwoners.

## Oppervlakte gegevens
In 2002 bedroeg de totale oppervlakte van gemeente Świecie 174,81 km², waarvan:
- agrarisch gebied: 60%
- bossen: 23%

De gemeente beslaat 11,87% van de totale oppervlakte van de powiat.

## Demografie
Stand op 30 juni 2004:
| Omschrijving                   | Totaal | Totaal | Vrouwen | Vrouwen | Mannen | Mannen |
| ------------------------------ | ------ | ------ | ------- | ------- | ------ | ------ |
| eenheid                        | aantal | %      | aantal  | %       | aantal | %      |
| inwoners                       | 32 954 | 100    | 17 166  | 52,1    | 15 788 | 47,9   |
| bevolkingsdichtheid (inw./km²) | 188,5  | 188,5  | 98,2    | 98,2    | 90,3   | 90,3   |

In 2002 bedroeg het gemiddelde inkomen per inwoner 1655,25 zł.

## Administratieve plaatsen (sołectwo)
Chrystkowo, Czaple, Dworzysko, Głogówko Królewskie, Gruczno, Kosowo, Kozłowo, Polski Konopat, Sartowice, Sulnowo, Sulnówko, Topolinek, Wiąg.

## Overige plaatsen
Czapelki, Drozdowo, Dziki, Ernestowo, Marianki, Morsk, Niedźwiedź, Nowe Dobra, Przechówko, Skarszewo, Święte, Terespol Pomorski, Wielki Konopat, Wyrwa.

## Aangrenzende gemeenten
Bukowiec, Chełmno, Chełmno, Dragacz, Drzycim, Jeżewo, Pruszcz